# 道岡秀彦

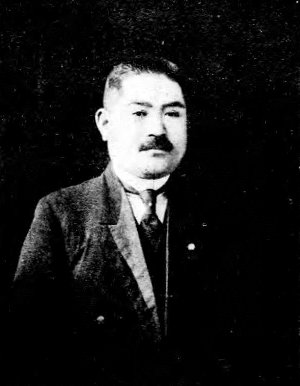
道岡秀彦

道岡 秀彦（みちおか ひでひこ、1876年（明治9年）11月15日 - 1924年（大正13年）11月15日）は、日本の内務・警察官僚。官選県知事。

## 経歴
後の鹿児島県薩摩郡隈之城村西手（現薩摩川内市）出身。道岡要介の長男として生まれる。第一高等学校を卒業。1903年、京都帝国大学法科大学を卒業。司法官試補となるが、1905年、逓信省に転じ鉄道局属となる。1906年11月、文官高等試験行政科試験に合格した。
以後、臨時鉄道国有準備局事務官兼逓信省書記官、青森県事務官・警察部長、千葉県事務官・警察部長、岡山県警察部長、大阪府警察部長、警察講習所長などを歴任。
1919年4月、青森県知事に就任。学校教育の向上などに尽力。また、初めて県庁に自動車を導入した。1921年3月、静岡県知事に転任。県立図書館の設置、土木事業の実施、産業振興などに尽力。関東大震災時の県内被災者の救済対策にも万全を期して臨んだ。人情味厚い人柄から県民の信頼を得る。1924年6月に休職となる。その後、夫婦で欧州に旅行するが、同年11月にロンドンで病死した。